# Pieni Kalliosaari
Pieni Kalliosaari är en ö i Finland. Den ligger i sjön Ule träsk och i kommunen Paldamo i den ekonomiska regionen  Kajana ekonomiska region  och landskapet Kajanaland, i den centrala delen av landet, 500 km norr om huvudstaden Helsingfors. Öns area är 0,4 hektar och dess största längd är 140 meter i nord-sydlig riktning.